# جيمي باكستر (كرة سلة)
جيمي باكستر (بالإنجليزية: Jimmy Baxter)‏ مواليد 30 نوفمبر 1980 في سانت بيترسبرغ، هو لاعب كرة سلة أمريكي. بدأ مسيرته الاحترافية في سنة 2005. يلعب في الدوري الفنزويلي لكرة السلة.

## المسيرة الاحترافية
لعب مع جاي دي أيه ديجون في الدوري الفرنسي في موسم 2005–2006، ثم لعب مع بالاكانسترو ريجيانا في الدوري الإيطالي في سنة 2007، ثم لعب مع نادي فينتسبيلس لكرة السلة في موسم 2007–2008، ثم لعب مع نادي أوستند لكرة السلة في سنة 2008، ثم لعب مع بشكتاش لكرة السلة في الدوري التركي في موسم 2008–2009.

## روابط خارجية
- جيمي باكستر على موقع الاتحاد الدولي لكرة السلة (الإنجليزية)
- جيمي باكستر على موقع كرة السلة الأوروبية.كوم (الإنجليزية)
- جيمي باكستر على موقع كلية كرة السلة في سبورتس رفرنس.كوم (الإنجليزية)
- جيمي باكستر على موقع ريلجم (الإنجليزية)
- جيمي باكستر على موقع بروبوليرز (الإنجليزية)
- جيمي باكستر على موقع سبورتس رفرنس (الإنجليزية)